# Olav V
Olav V (Alexander Edward Christian Frederik af Glücksborg), né le 2 juillet 1903 à Sandringham (Royaume-Uni) et mort le 17 janvier 1991 à Oslo, est roi de Norvège du 21 septembre 1957 à sa mort. Il est issu de la maison d'Oldenbourg.

## Premières années

### Naissance et famille
Le prince Alexander de Danemark naît le 2 juillet 1903 à Sandringham, au Royaume-Uni, au palais d’Appleton. Son père, le prince Carl de Danemark, était le fils cadet du prince héritier de Danemark, futur roi Frédéric VIII, et de la princesse Louise de Suède. Sa mère, la princesse Maud de Grande-Bretagne, était la fille du roi Édouard VII et de la reine Alexandra née princesse de Danemark. Tous deux petits-enfants du roi Christian IX de Danemark et de la reine née Louise de Hesse-Cassel, les époux étaient cousins germains.
Le 7 juin 1905, le parlement norvégien vote la fin de l'union qui le liait à la Suède depuis 1814. Le parlement norvégien choisit pour roi le second petit-fils du roi Christian IX de Danemark, le prince Charles qui, lors de son accession au trône de Norvège le 18 novembre 1905, adopte le prénom norvégien Haakon et renomme son fils Alexandre, Olav.
Comme nombre de ses pairs, le prince royal Olav est un arrière-petit-enfant de la reine Victoria du Royaume-Uni, décédée en 1901, deux ans avant sa naissance et du roi Christian IX de Danemark qui mourra en 1906. La reine Maud est une des sœurs du roi Georges V du Royaume-Uni, une nièce du roi Georges Ier de Grèce et, entre autres, une cousine germaine du Kaiser Guillaume II, du tsar Nicolas II de Russie et de la tsarine née Alix de Hesse-Darmstadt.

## Prince héritier de Norvège

### Années 1905-1928
L'année où son père devient roi de Norvège, la Russie est en pleine révolution. Le grand-duc Serge, cousin par alliance de sa mère est assassiné par des révolutionnaires. La princesse Marguerite du Royaume-Uni, une cousine de sa mère, épouse le prince royal de Suède. L'année suivante la princesse Victoria de Battenberg, autre cousine de sa mère, épouse le roi Alphonse XIII d'Espagne. Devant se convertir au catholicisme, elle ajoute à son prénom celui de sa marraine catholique l'ex-impératrice des Français Eugénie de Montijo. Lors des noces, un attentat anarchiste fait de nombreux morts dans le cortège nuptial. En 1908, le roi et le prince héritier du Portugal sont assassinés. Le Portugal devient une république en 1910. En 1913, son grand-oncle le roi des Hellènes est assassiné. En 1914, le prince royal fête ses onze ans peu avant que n'éclate la Première Guerre mondiale à l'issue de laquelle les monarchies russe et allemande s'effondreront. Les parents des monarques norvégiens connaîtront l'exil et parfois des destinées tragiques. Pendant cette période tourmentée, la Norvège comme ses voisins suédois et danois préserve sa neutralité et sa dynastie.
En qualité d’héritier au trône, le prince royal reçoit un entraînement militaire poussé. 
Le prince royal devient un athlète accompli. Il pratique le saut à ski sur le tremplin de Holmenkollen à Oslo et participe à des régates. En 1928, il remporte l'épreuve de voile aux Jeux olympiques d'été catégorie 6 mètres à Amsterdam à bord du voilier Noma avec ses trois équipiers et pratique la navigation jusqu’à la fin de sa vie.

### Mariage et descendance
Il épouse sa cousine germaine, la princesse Märtha de Suède, sœur de la reine Astrid de Belgique le 21 mars 1929 à Oslo. Le père de la princesse, le duc de Västergötland, était le fils du roi de Suède Oscar II et de la reine douairière de Suède Sophie de Nassau. Sa mère, la duchesse de Västergötland, était la fille de Frédéric VIII de Danemark et de feu la reine douairière de Danemark, Louise de Suède.
Ils ont trois enfants :
- la princesse Ragnhild Alexandra (9 juin 1930 - 16 septembre 2012) ;
- la princesse Astrid Maud Ingeborg (née le 12 février 1932) ;
- le prince Harald (né le 21 février 1937), futur Harald V.

En 1935, la mort dans un accident de voiture de sa belle-sœur, la reine des Belges Astrid de Suède à peine âgée de 30 ans, cause un émoi international. En 1936, son oncle le roi George V du Royaume-Uni meurt. Le règne de son fils aîné Edouard VIII dont les projets de mariage se révèleront incompatibles avec sa fonction de chef de l'Église anglicane, sera particulièrement bref. Le nouveau roi abdique en faveur de son frère cadet, Georges VI du Royaume-Uni, qui était le témoin du prince royal lors de son mariage avec la princesse Märtha. En novembre 1938, le prince royal perd sa mère, morte subitement en Angleterre.

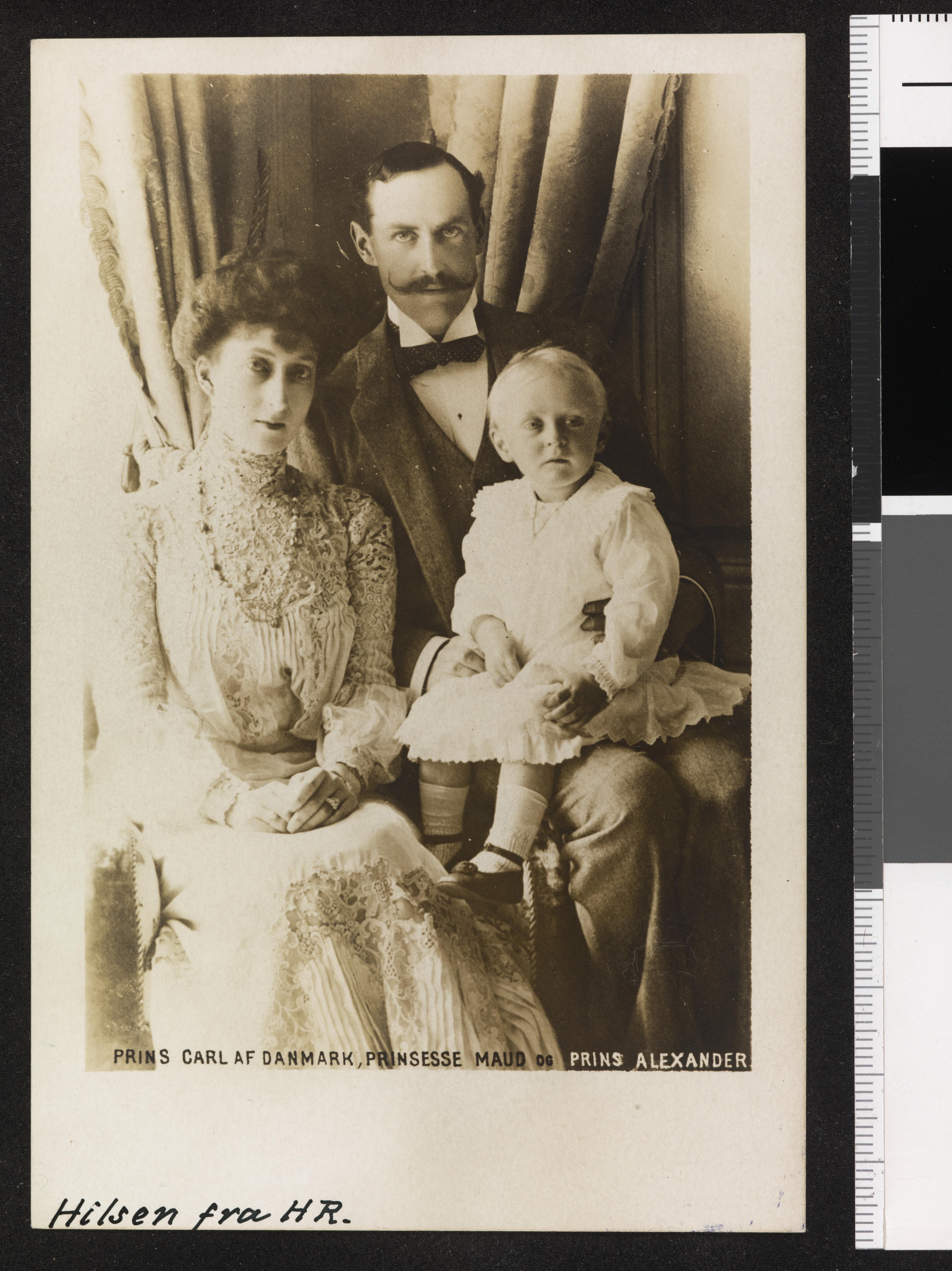
Le prince Charles de Danemark, la princesse née Maud de Grande-Bretagne et d'Irlande, le prince Alexandre (1905).
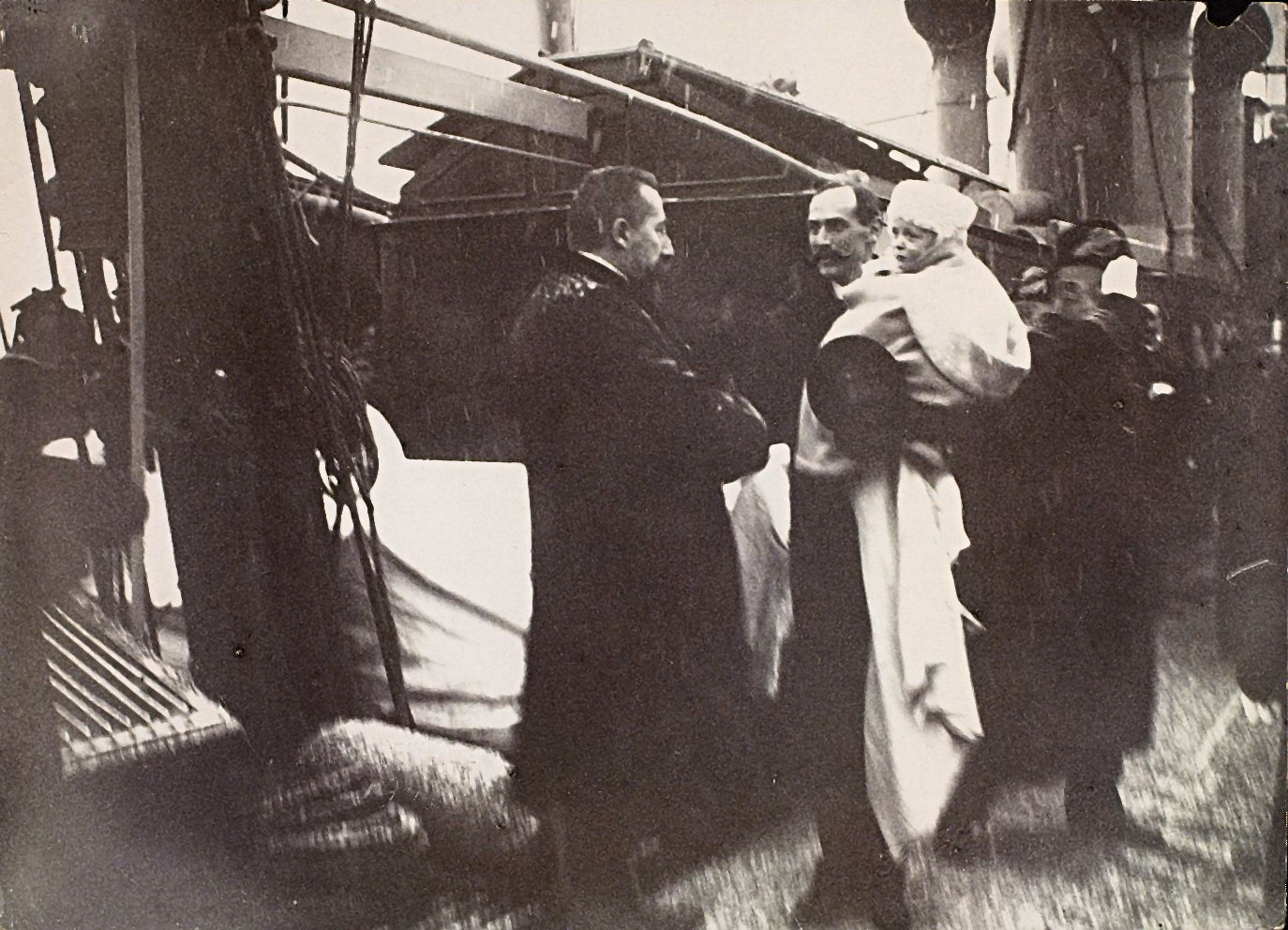
Le prince royal Olav dans les bras de son père, le roi Haakon VII, lors de leur arrivée en Norvège (1905).
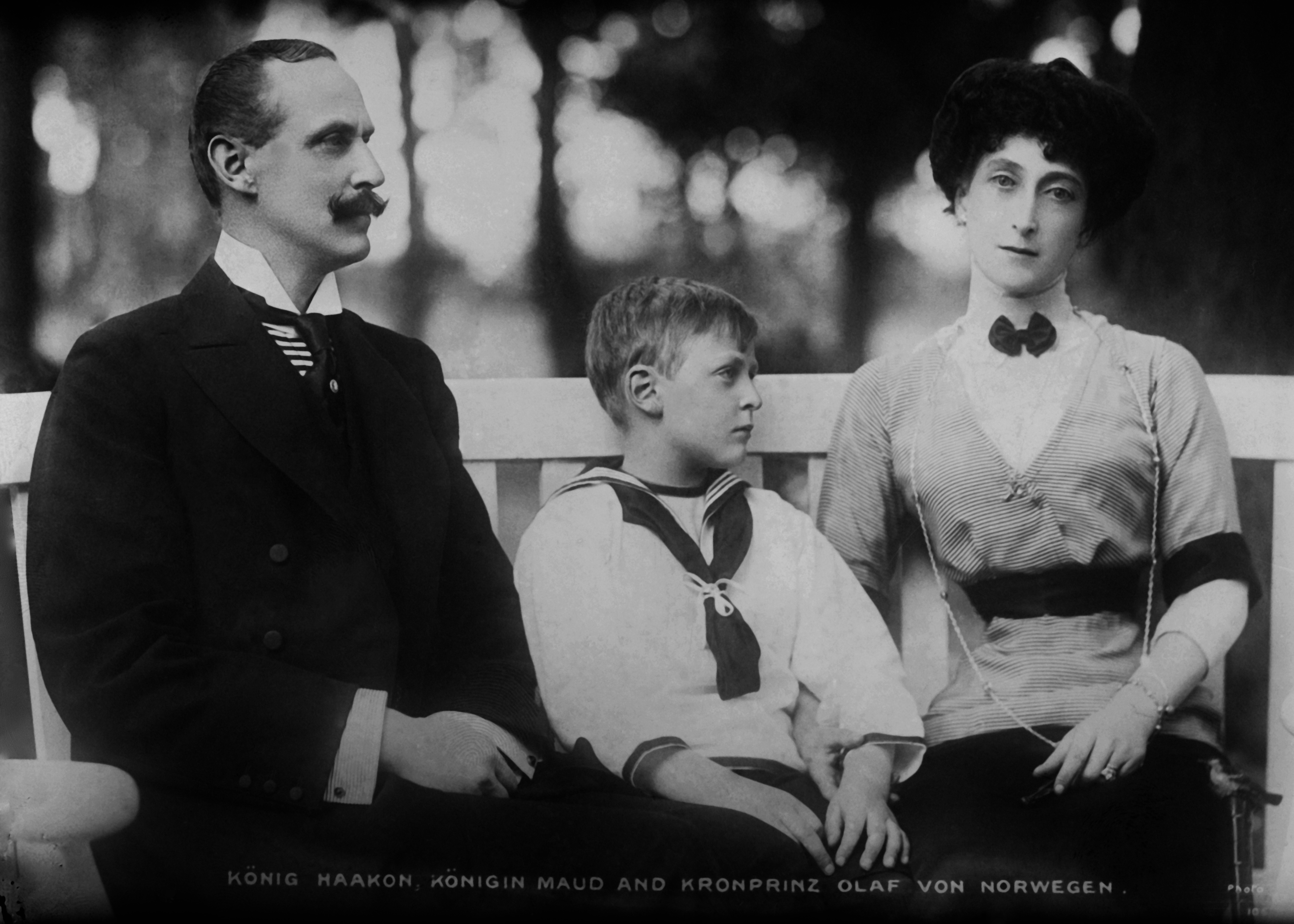
La famille royale de Norvège (1913).
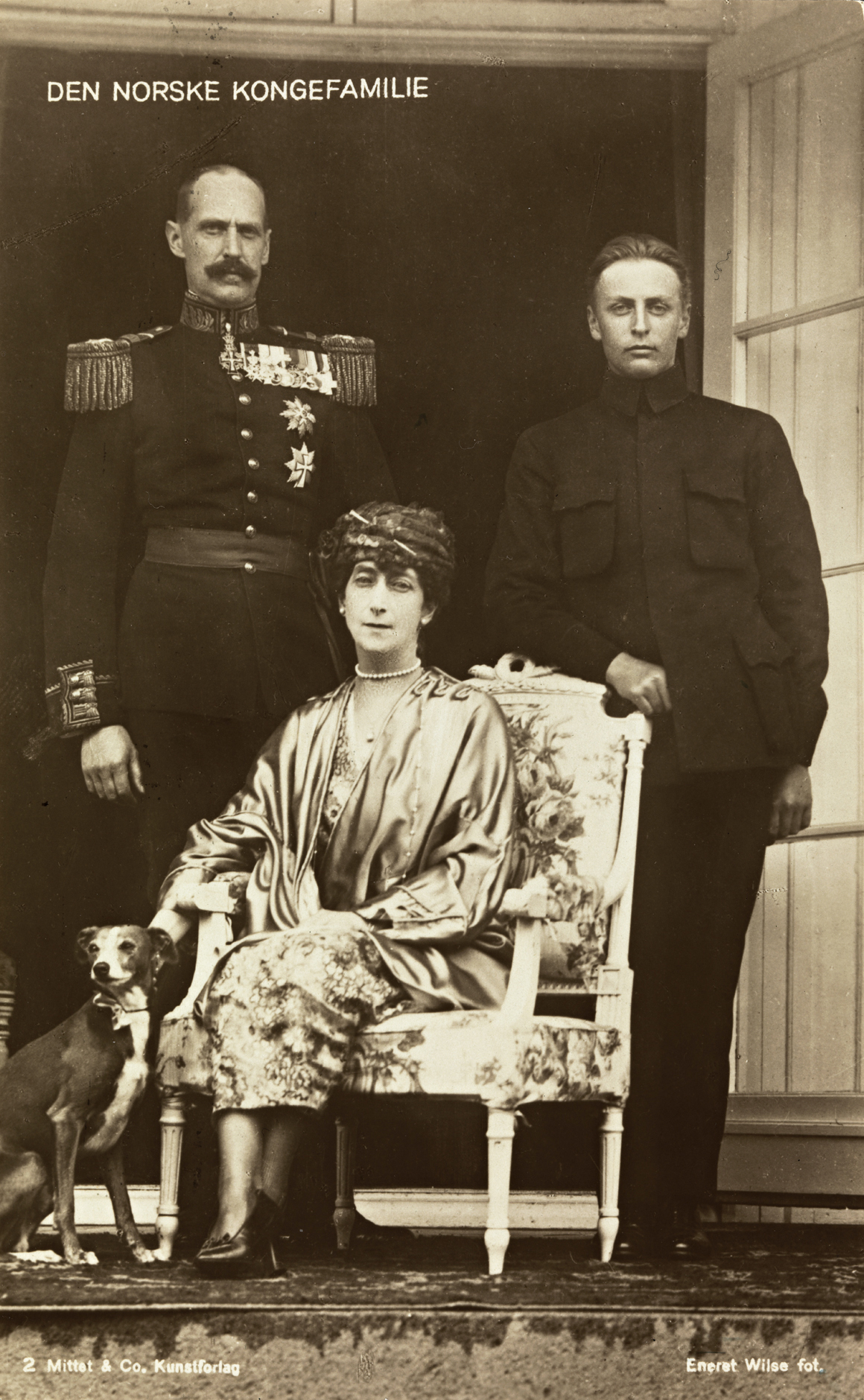
La famille royale de Norvège (1921).
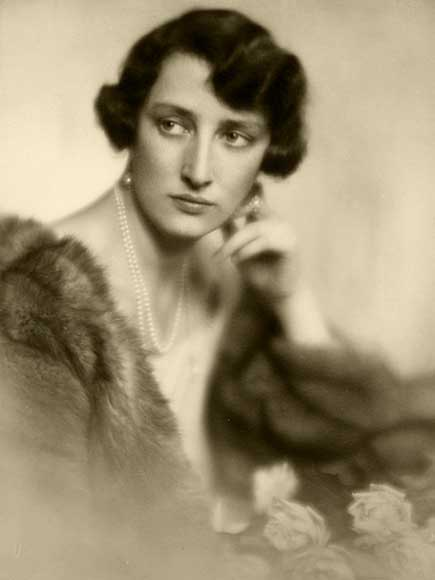
La princesse Marthe de Suède à l'époque de son mariage (1929).
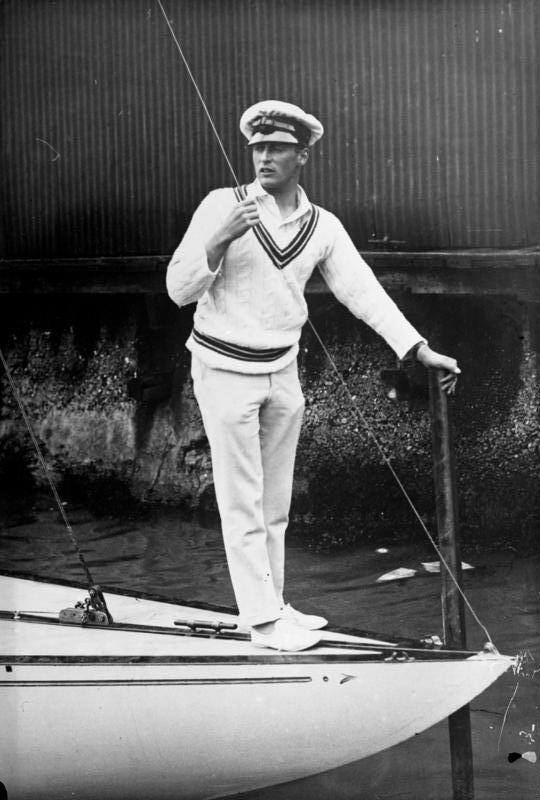
Le prince Olav sur son yacht en 1930.
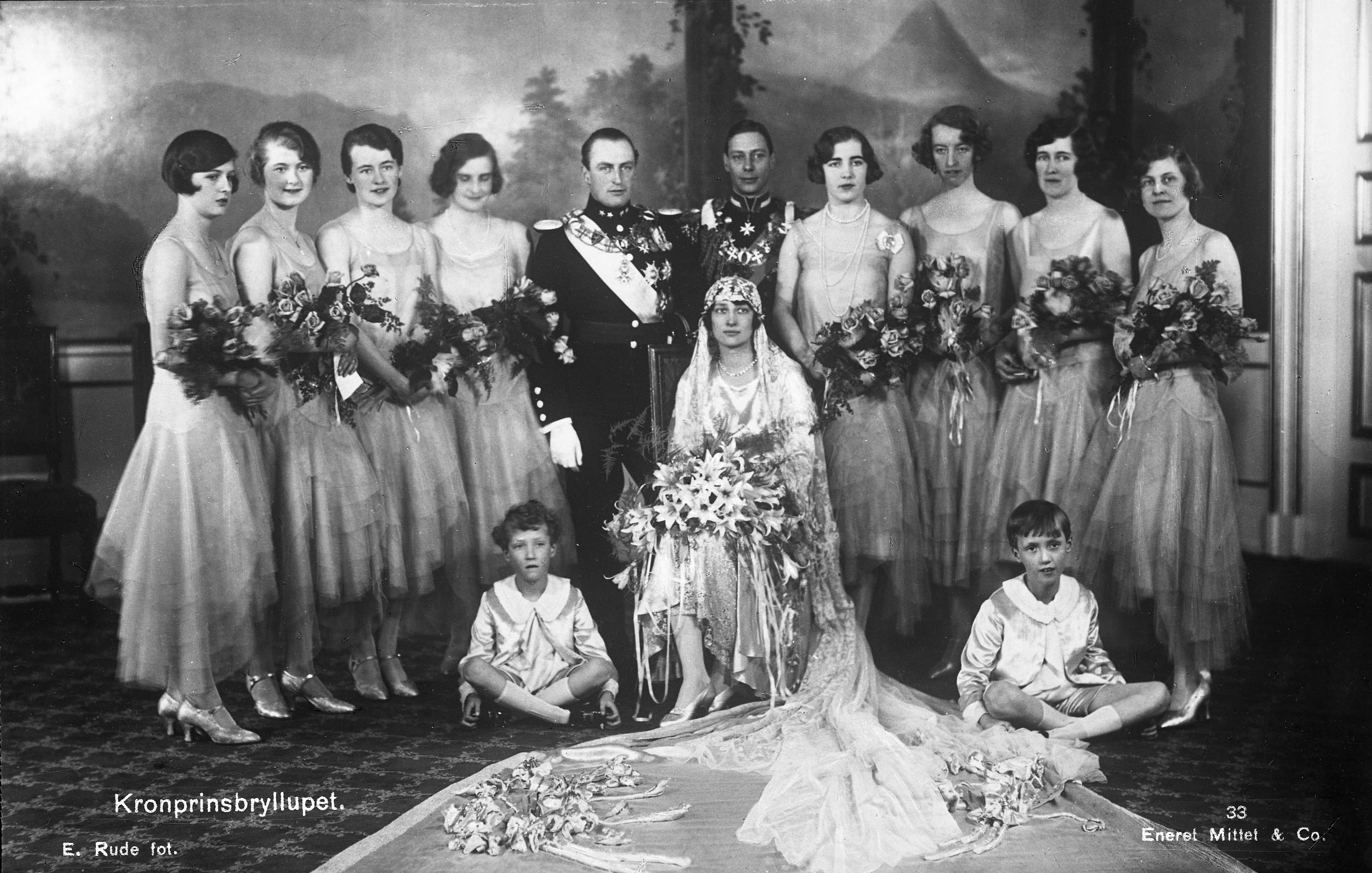
Photo de mariage du prince royal Olav avec la princesse Marthe de Suède (le témoin du marié est un cousin anglais, le duc d'York (futur George VI) dont la fille, alors âgée de 3 ans, deviendra en 1952 la reine Élisabeth II.
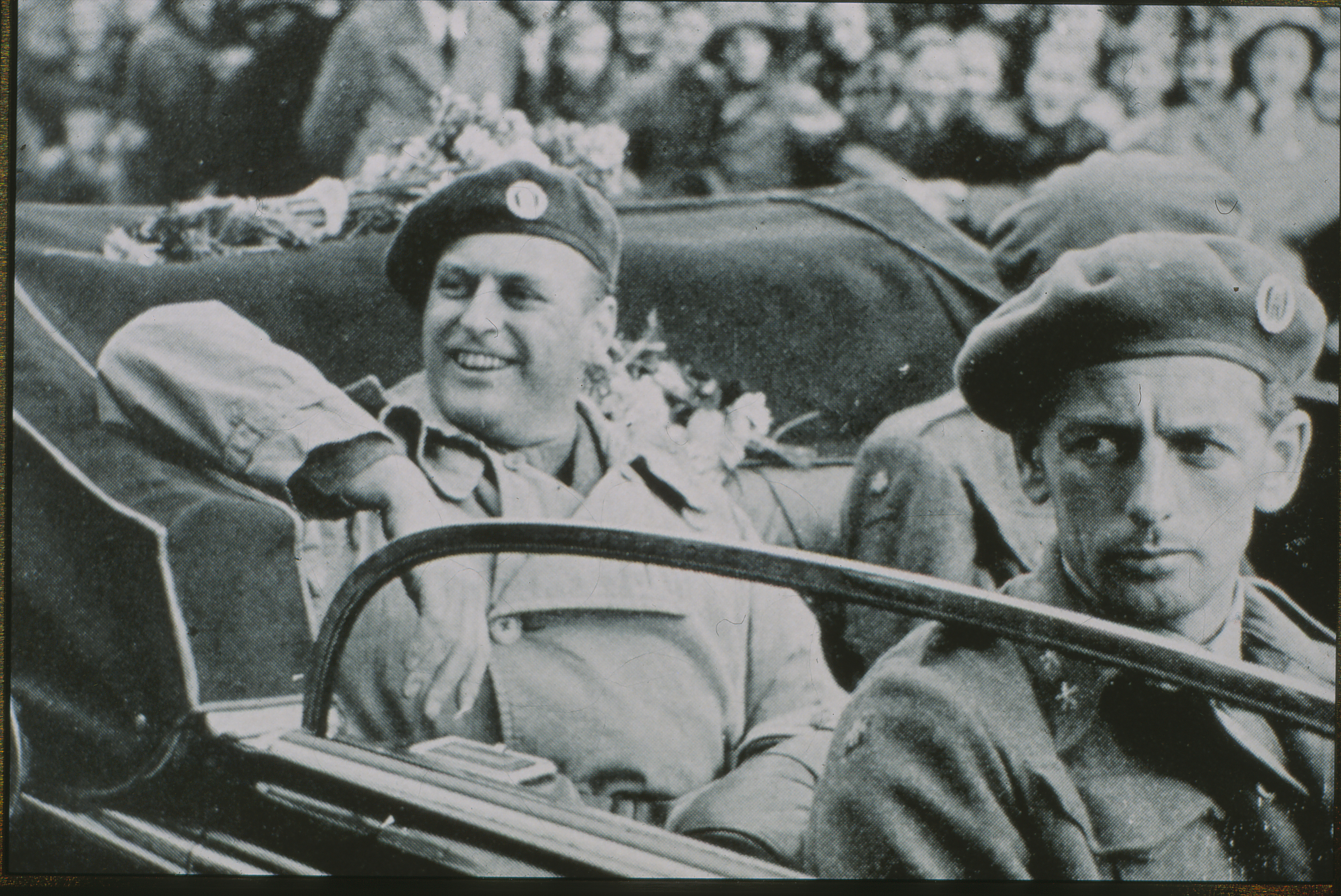
Le prince Olav le 13 mai 1945.
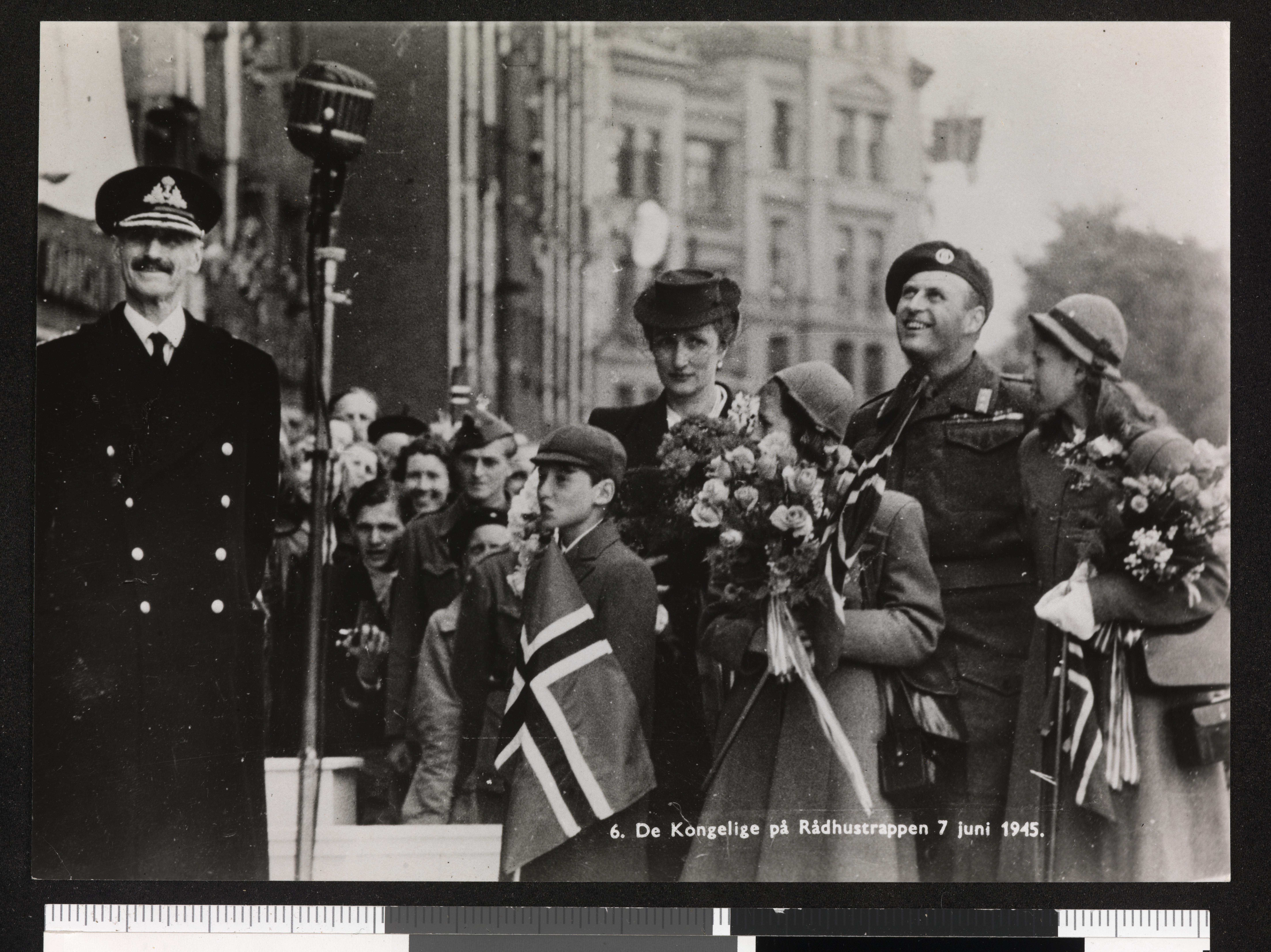
La famille royale lors de son retour en Norvège (7 juin 1945).
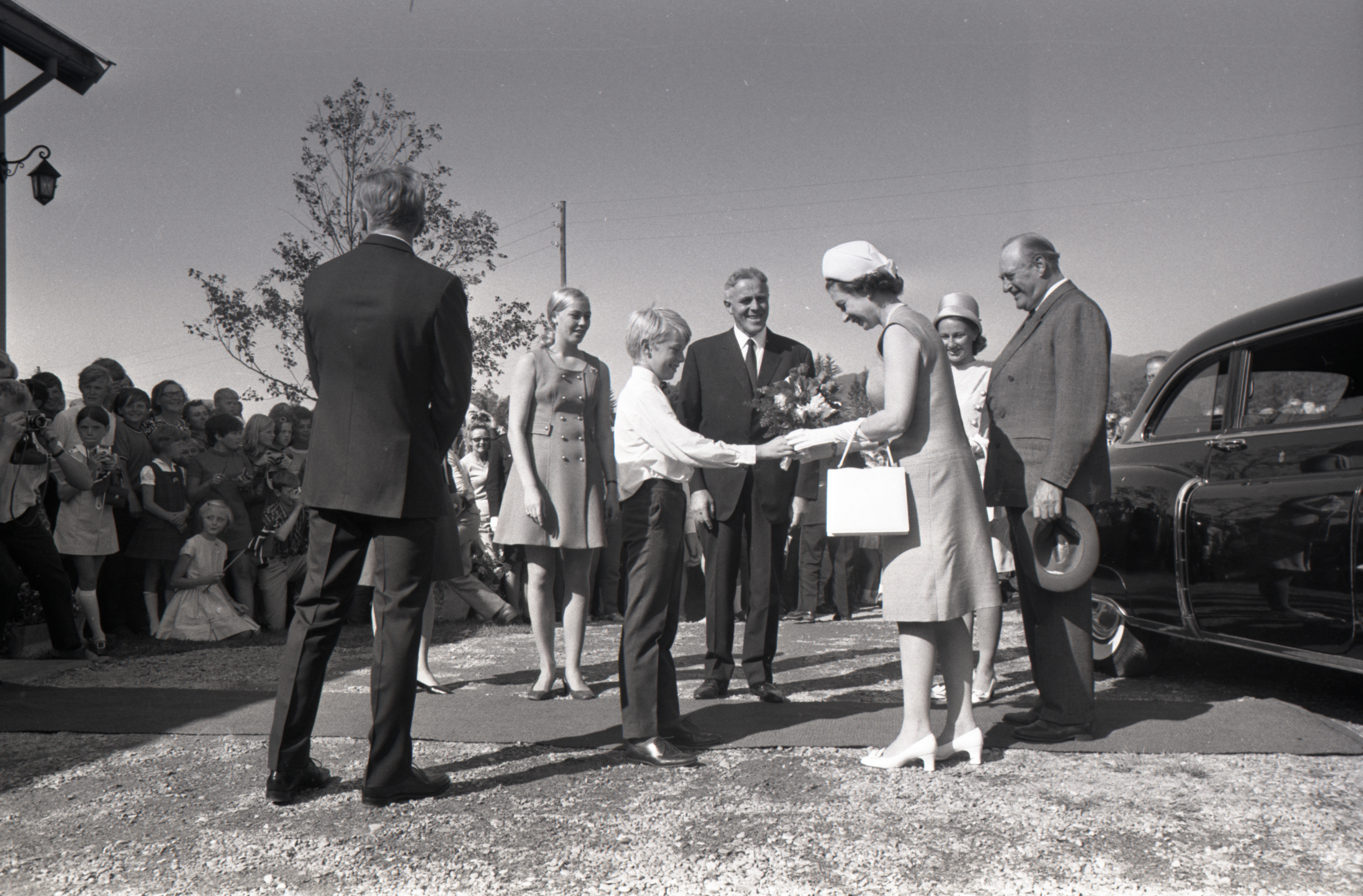
Le roi Olav V accueillant la reine Élisabeth II en 1969.

### Seconde Guerre mondiale
En 1939, le prince royal, âgé de 36 ans, est nommé amiral de la marine royale norvégienne et général de l'armée norvégienne. L'Allemagne nazie envahit la Norvège en 1940. Quand le gouvernement décide de partir en exil, le prince héritier propose de rester avec le peuple norvégien. Cependant, le 7 juin 1940, le gouvernement, le roi et la famille royale se réfugient en Grande-Bretagne. La princesse héritière et les trois enfants royaux s'installent aux États-Unis, à Washington, où la princesse entretient une amitié étroite avec le président des États-Unis Franklin D. Roosevelt. Pendant ce temps, Olav reste auprès de son père septuagénaire dans la résistance contre l’occupation allemande en Norvège. Ses connaissances et ses capacités de meneur de troupes lui vaudront le respect des autres chefs alliés. 
Il est nommé au poste de chef de la Défense en 1944 et permet le désarmement des forces allemandes en Norvège. La famille royale revient en Norvège le 7 juin 1945 après cinq années d'exil et de résistance.

## Roi de Norvège

### Accession au trône
La princesse héritière meurt le 5 avril 1954, avant que son époux n’accède au trône. 
À la mort de son père, Haakon VII, le 21 septembre 1957, le prince héritier devient le nouveau souverain sous le nom d'Olav V. Il restait veuf pendant tout son règne, et n'avait pas de reine consort.

### Popularité du roi
Olav a gouverné en tant que roi proche de son peuple, et devint extrêmement populaire. Il aimait conduire ses propres voitures et empruntait les voies normales bien qu'il ait été autorisé à utiliser les voies des transports publics.

### Politique intérieure
Durant le premier choc pétrolier de 1973, la Norvège interdit la conduite automobile certains week-ends. Aussi le roi, ne voulant pas manquer une occasion de skier en dehors d'Oslo, ne craignit pas de prendre le tramway. Quand il voulut payer son ticket, le chauffeur lui dit que les autres passagers avaient déjà payé pour lui. Un journaliste lui avait une fois demandé s'il n'avait pas peur de se promener sans protection. Il répondit : « Pourquoi devrais-je avoir peur ? J'ai quatre millions de gardes du corps ! », faisant référence au peuple norvégien.

### Questions militaires
Il avait un intérêt marqué pour les affaires militaires et, en plus de son rôle de représentation au sein de l'armée norvégienne, prit très au sérieux son rôle de commandant en chef des Green Howards (en) (régiment du Yorkshire de la princesse Alexandra de Galles).
En 1961, il reçut du HCR le Nansen Refugee Award (ou médaille Nansen).

### Mort et succession
Le 17 janvier 1991, après 33 ans de règne, le roi Olav V meurt à l'âge de 87 ans au chalet royal de Kongsseteren. La nuit suivant son décès et pendant plusieurs jours jusqu’aux funérailles nationales, la Norvège connut une grande manifestation de deuil, les Norvégiens ayant allumé des centaines de milliers de bougies dans la cour du palais royal d'Oslo et déposé des lettres et des cartes, que les Archives nationales ont toutes gardées. Son fils et héritier, le prince Harald, devint le roi Harald V et lui succéda.
Le roi Olav V fut inhumé le 30 janvier 1991 en la citadelle d'Akershus, où il repose, auprès de son épouse et de ses parents.
Il était surnommé « Folkekongen », c’est-à-dire le « roi du Peuple ». En 2005, il a été élu Norvégien du siècle avec 41 % des votes.

## Controverse
En 2004, le biographe Tor Bomann-Larsen a évoqué la possibilité que Haakon VII n’ait pas été le père biologique d’Olav V. Bomann-Larsen a fourni des preuves partielles qui montreraient que sa mère Maud pourrait avoir eu recours à une insémination artificielle avec du sperme provenant soit de son médecin, Sir Francis Laking, soit du fils de ce dernier Guy Laking. En plus des éléments factuels concernant les déplacements de Haakon VII au moment de la conception, Bomann-Larsen a conforté son hypothèse avec des photographies de Guy Laking montrant une ressemblance avec Olav V.
Dans un communiqué de presse du palais royal, il est indiqué que Harald V « n’a aucune information suggérant que le roi Olav ne serait pas le fils du roi Haakon ».
En mars 2005, l’historien Odd Arvid Storsveen de l’université d'Oslo a publié une étude très critique du livre de Bomann-Larsen. Storsveen affirme que l’hypothèse de Bomann-Larsen n’est pas assez fondée et il est en outre extrêmement critique sur la façon dont ce dernier utilise les ressemblances photographiques comme « preuves ». En septembre 2005, l’historienne Bodil Katarina Nævdal de l’université d'Uppsala a publié une étude académique de l’hypothèse de Bomann-Larsen. Elle a estimé que les sources étaient gravement insuffisantes et qu’il n’existe aucun doute sur le fait que le roi Haakon VII soit le père biologique d’Olav V.
Même si la théorie de Bomann-Larsen devait se révéler exacte, cela n’aurait pas de conséquence constitutionnelle pour la maison royale de Norvège, en grande partie parce que le plébiscite ayant permis à Haakon VII de devenir roi prenait également en compte la question de l’hérédité d’Olav. De plus, l’époux de la mère d’un enfant est traditionnellement légalement considéré comme son père tant qu’il reconnaît l’enfant comme étant le sien.
Au regard de son ascendance généalogique parmi les précédents rois de Norvège et les autres têtes couronnées scandinaves, le fait qu'Olav soit réellement le fils de Haakon VII ne change que très peu de choses. Olav est, quoi qu’il en soit le fils biologique de Maud, cousine germaine de Haakon, puisqu’ils ont les mêmes grands-parents le roi Christian IX de Danemark et la reine née Louise de Hesse-Cassel. Le roi Christian IX et la reine Louise descendent tous deux de Haakon V de Norvège et de la plupart des rois danois de Norvège, tels que Christian Ier, Frédéric Ier ou Frédéric III, jusqu’à Frédéric V. La seule dynastie à laquelle Olav n’aurait pas appartenu, s’il n’avait pas été le fils de Haakon VII, serait la maison Bernadotte, dont était issue la mère de Haakon VII et qui ne règne sur la Suède que depuis 1818.
Ironie de l'histoire, le roi Olav a épousé une Bernadotte et ainsi, les choses rentrent dans l'ordre pour son fils et ses deux filles : concernant les enfants d'Olav, en tant qu’enfants de Märtha, nièce d'Haakon, ils descendent tous des parents de Haakon VII, indépendamment du fait qu’Olav soit ou non le fils d'Haakon. Ce qui fait donc d'eux, dans tous les cas, les descendants des rois de Norvège de la dynastie Bernadotte.

## Titres
- 1903-1905 : Son Altesse Royale le prince Alexander de Danemark
- 1905-1957 : Son Altesse Royale le prince héritier de Norvège
- 1957-1991 : Sa Majesté le roi de Norvège

## Hommages
- Lors d'un sondage en 2005, Olav V a été désigné Århundrets nordmann (Norvégien du siècle).
- La Terre du Prince-Olaf, en Antarctique, a été nommée en son honneur.